# Virginia Slims of Indianapolis (березень) 1985
Virginia Slims of Indianapolis 1985 — жіночий тенісний турнір, що проходив на закритих кортах з твердим покриттям Indianapolis Racquet Club в Індіанаполісі (США) в рамках Світової чемпіонської серії Вірджинії Слімс 1984. Турнір відбувся вп'яте і тривав з 4 до 10 березня 1985 року. Третя сіяна Кеті Горват здобула титул в одиночному розряді.

## Фінальна частина

### Одиночний розряд
Кеті Горват —  Еліз Берджін 6–2, 6–4
- Для Горват це був 1-й титул в одиночному розряді за сезон і 4-й — за кар'єру.

### Парний розряд
Еліз Берджін /  Кеті Горват —  Дженніфер Мундел /  Моллі Ван Ностранд 6–4, 6–1